# Золотуха (Ахтубінський район)
Золотуха  (рос. Золотуха) — село у Ахтубінському районі Астраханської області Російської Федерації.
Населення становить 1380 осіб (2017). Входить до складу муніципального утворення Золотухинский сельсовет.

## Історія
Населений пункт розташований на території українського етнічного та культурного краю Жовтий Клин. Від 1975 року належить до Ахтубінського району.
Згідно із законом від 6 серпня 2004 року органом місцевого самоврядування є Золотухинский сельсовет.

## Населення
| 2002  | 2010  | 2012  | 2013  | 2014  | 2015  | 2016  |
| ----- | ----- | ----- | ----- | ----- | ----- | ----- |
| 1884  | ↘1462 | ↘1439 | ↘1430 | ↘1408 | ↗1411 | ↘1394 |
| 2017  |       |       |       |       |       |       |
| ↘1380 |       |       |       |       |       |       |